# Rutger Friberg
Rutger Sixten Edvard Friberg, född 23 juli 1945, död 30 januari 2020 i Älvsborgs distrikt, Göteborg, var en svensk skribent och expert på modelljärnvägar.
Friberg medverkade i tidskriften Allt om Hobby och skrev böcker med anvisningar för att bygga elektroniska tillbehör till modelljärnvägar. Han deltog även vid större arrangemang som Hobbymässan i Frescatihallen i Stockholm 2002 och höstlovsverksamhet vid Tekniska Museet i Stockholm 2006.

### Allt om modelltåg
Redaktörer: Christer Engström, Rutger Friberg och Lars Olov Karlsson
- 2002 -  Allt om modelltåg. 2, [Andra modelljärnvägsboken]. Stockholm: Allt om hobby. Libris 8833678. ISBN 91-7243-013-3
- 2003 -  Allt om modelltåg. 3, [Tredje modelljärnvägsboken]. Stockholm: Allt om hobby. Libris 9208456. ISBN 91-7243-018-4
- 2004 -  Allt om modelltåg. 4, [Fjärde modelljärnvägsboken]. Stockholm: Allt om hobby. Libris 9497445. ISBN 91-7243-027-3
- 2005 -  Allt om modelltåg. 5, [Femte modelljärnvägsboken]. Stockholm: Allt om hobbys bokförlag. Libris 9876668. ISBN 91-7243-032-X
- 2006 -  Allt om modelltåg. 6, [Sjätte modelljärnvägsboken]. Stockholm: Allt om hobbys bokförlag. Libris 10154582. ISBN 91-7243-040-0
- 2007 -  Allt om modelltåg. 7, [Tips för modelljärnvägen]. Stockholm: Allt om hobbys bokförlag. Libris 10612367. ISBN 978-91-7243-044-0
- 2008 -  Allt om Modelltåg. 8, [Tips för modelljärnvägen]. Stockholm: Allt om hobbys bokförlag AB. Libris 10794253. ISBN 978-91-7243-048-8
- 2009 -  Allt om Modelltåg. 9, [Tips för modelljärnvägen]. Stockholm: Förlaget Allt om hobby. Libris 11585993. ISBN 978-91-7243-049-5
- 2010 -  Allt om modelltåg. 10, [Tips för modelljärnvägen]. Stockholm: Förlaget Allt om hobby. Libris 11899391. ISBN 978-91-7243-051-8
- 2011 -  Allt om modelltåg. 11. Stockholm: Allt om Hobby. 2011. Libris 12310051. ISBN 978-91-7243-053-2

### Elektronik för modelljärnvägen
Författare: Rutger Friberg
- 1986 -  Elektronik för modelljärnvägen. [Bok 1], [30 byggprojekt + massor av tips] (3., omarb. uppl. första utgåva 1986). Stockholm: Allt om hobby. Libris 1934997. ISBN 91-85496-35-9
- 1988 -  Elektronik för modelljärnvägen. Bok 2, Digitaltåg : byggtips och råd om digitalstyrda tåg. Stockholm: Allt om hobby. Libris 1934995. ISBN 91-85496-29-4
- 1989 -  Elektronik för modelljärnvägen. Bok 3, [Massor av byggtips - mer än 50 projekt!]. Stockholm: Allt om hobby. Libris 1934996. ISBN 91-85496-32-4
- 1994 -  Elektronik för modelljärnvägen. Bok 4, [Digital styrteknik för nybörjaren, entusiasten, programmeraren, elektrikern]. Stockholm: Allt om hobby. Libris 1934998. ISBN 91-85496-78-2
- 1995 -  Elektronik för modelljärnvägen. Bok 5, [Digital styrteknik för hobbybruk + analoga tåg-, ljud-, dator- och bilprojekt mm]. Medförfattare; Jens Dahlström. Stockholm: Allt om hobby. Libris 1934999. ISBN 91-85496-80-4
- 2000 -  Elektronik för modelljärnvägen. Bok 6, [49 byggprojekt samt massor av minitips] : [digital styrteknik för hobbybruk]. Stockholm: Allt om hobby. Libris 1935000. ISBN 91-85496-97-9

### Model railroad electronics
Författare: Rutger Friberg, Joel Ernest
- 1994 -  (på engelska) Model railroad electronics. 1 (2., rev. ed, first edition 1994). Stockholm: Allt om hobby. Libris 2211905. ISBN 91-85496-96-0
- 1995 -  (på engelska) Model railroad electronics. 2, The digital railroad : construction tips, service information and pointers on operating digitally controlled model railroads. Stockholm: Allt om hobby. Libris 2211903. ISBN 91-85496-82-0
- 1996 -  (på engelska) Model railroad electronics. 3, [More than 50 new projects]. Stockholm: Allt om hobby. Libris 2211904. ISBN 91-85496-91-X
- 1997 -  (på engelska) Model railroad electronics. 4, [A new selection of MR projects]. Stockholm: Allt om hobby. Libris 2211900. ISBN 91-85496-51-0
- 1997 -  (på engelska) Model railroad electronics. 5, [A selection of MR projects]. Stockholm: Allt om hobby. Libris 2211901. ISBN 91-85496-52-9
- 2000 -  (på engelska) Model railroad electronics. 6, [A new selection of MR projects]. Stockholm: Allt om hobby. Libris 2211906. ISBN 91-85496-98-7